# Thawi Watthana
Thawi Watthana est l’un des 50 khets de Bangkok, Thaïlande. 

## Points d'intéret
- Musée House of Museums[1],[2]